# 間宮結梨
間宮 結梨（まみや ゆり、1991年2月26日 -）は、日本の女性声優。東京都出身。血液型はA型。身長は163cm。

## 出演作品

### 声優
- 蒼空のフロンティア キャラクターボイス（株式会社フロンティアワークス）
- 聖地巡礼+ 案内ボイス（株式会社ジェネシックス）[1]

### ラジオ番組
- ASIAN 美少女FILE （USEN）

### CS
- スカパー！371ch.

### 雑誌
- 声優アニメディア